# Alice Feeney
Alice Feeney é uma escritora e antiga jornalista britânica do século XXI. Os seus livros pertencem aos géneros mistério e thriller. Ela foi best-seller do New York Times, seu romance de estreia, Sometimes I Lie, foi um best-seller internacional traduzido para mais de vinte idiomas.

## Biografia
Antes da publicação dos seus livros, Feeney trabalhou como produtora e jornalista para a BBC, durante, aproximadamente, 15 anos. Começou a trabalhar no canal britânico com 21 anos, tendo sido produtora do programa One O’clock News, mas também jornalista, editora de notícias, e produtora de programas de arte e entretenimento.
Começou a escrever o seu primeiro romance, Somestimes I Lie, quando tinha 30 anos, escrevendo nas horas vagas e na viagem de comboio para o trabalho. Ela fez o curso de redação da Faber Academy, terminando o livro e o curso quase ao mesmo tempo.
Em 2019, a Fox comprou os direitos televisivos de Sometimes I Lie, e em novembro de 2019 foi anunciado um projeto para uma série de televisão, estrelando Sarah Michelle Gellar, uma grande fã da escritora. Robin Swicord foi escolhido para escrever a adapatação do livro, tendo Ellen DeGeneres e Jeff Kleeman, bem como Gellar e Swicord, como produtores executivos. Em 2020, Jessica Chastain, Kristen Campo, e Endeavor Content adquiriram os direitos televisivos do livro His & Hers (em português, Ele & Ela), o único livro da autora traduzido em Portugal.